# ツーレツヨネコ
『ツーレツヨネコ』（つーれつよねこ）は、かつてKBCラジオで放送されていたバラエティ番組。

## 概要
前身番組は2000年10月から7年半、エフエム福岡で放送されていた夜はモーレツ!。「モーレツ!」が2008年3月の改編で終了するという噂を聞いたKBCの局長(当時)からのオファーがきっかけとなり、2008年4月にKBCラジオへ移籍する形で放送開始。
番組開始から2011年までのナイターオフ期は火～金曜に編成されていた。
番組名の「ヨネコ」は米岡の「米」と児玉の「児」のこと。

## パーソナリティ
- 米岡誠一
- 児玉育則

## 放送時間
- 月曜 21:00～21:55（2008年4月～2008年9月・2009年4月～2009年9月・2015年4月～2015年9月）
- 火曜～金曜 19:00～21:00（2008年10月～2009年3月）
- 火曜 19:00～21:00・水曜～金曜 19:00～21:30（2009年10月～2010年3月）
- 月曜 21:00～22:00（2010年4月～2010年9月）
- 火曜～金曜 19:00～21:30（2010年10月～2011年3月）
- 月曜 21:00～21:55（2011年4月～2014年3月）
- 月曜 20:30～21:30（2014年4月～2015年3月）
- 土曜 22:00～22:55（2015年10月～2017年4月1日）

## 主なコーナー
福岡デブストーリー
オープニング直後に行われるコーナー。元ネタは東京ラブストーリー。
BGMは元ネタ同様ラブ・ストーリーは突然にが使用されていたが、後述の「モモレツ」では大人の事情によりSHOW MEが使用された。
土曜映画劇場(月曜時代は月曜映画劇場)
おすすめの映画を2人が作中の1シーンを熱演を交えながら紹介するコーナー。
米岡誠一モノマネ道場
リスナーからのモノマネのリクエストに米岡が挑戦するコーナー
人物・キャラクター以外のお題が届くこともあるため、モノマネのクオリティよりもモノマネに挑戦することを重視している。
サミシーナのスナック夜話
スナックのママ「サミ・シーナ」と客の児玉のお悩み相談コーナー。
ボク、こらえモン！
米岡扮するこらえモンがリスナーからの愚痴や怒りのメールに対し、怒らずに対処する方法を回答する。
教えて！ウルトラさん！
米岡扮するウルトラさんがリスナーの疑問質問に答えるコーナー
元ネタ同様、3分経過すると星に帰る設定のため、回答途中でも3分経過したらその時点で終了する。

2009年度冬期まではニッポン放送からの企画ネット番組若しくはCMネットが行われていた。

## 放送終了後
番組終了から4年後の2021年5月9日・16日の2週に渡り、放送局をRKBラジオに移して「まさかのモモレツ」のタイトルで放送された。その後、周り回って2023年4月からFM FUKUOKAで『夜はモーレツ!!』として放送している。

## リンク
ツーレツヨネコ
| KBCラジオ 平日夜の生ワイド枠                            | KBCラジオ 平日夜の生ワイド枠 | KBCラジオ 平日夜の生ワイド枠                   |
| 前番組                                                  | 番組名                       | 次番組                                         |
| ------------------------------------------------------- | ---------------------------- | ---------------------------------------------- |
| もう夜なのか （19:00～21:00） （2006年10月～2008年3月） | ツーレツヨネコ               | らぶチャンネル（ナイターオフの火曜～金曜のみ） |